# Fuling
Fuling is een stad in de provincie Chongqing van China. De stad heeft 801.151 inwoners (2020)
Fuling was een stadsprefectuur in de provincie Sichuan. Sinds de bestuurlijke herindeling in 1997 is het een arrondissement in de stadsprovincie Chongqing.